# Ljubljana-Zagreb-Beograd
Ljubljana-Zagreb-Beograd è un album dal vivo del gruppo musicale sloveno Laibach, pubblicato nel 1993.

## Tracce
1. Intro – :32
2. Unsere Geschichte – 1:08
3. Rdeči molk (Red Silence) – 1:46
4. Siemens – 6:14
5. Smrt za smrt (Death for Death) – 3:26
6. Država (The State) – 6:13
7. Zavedali so se — Poparjen je odšel I
 (They Have Been Aware — Scalded He Left I) – 1:52
8. Delo in disciplina (Work and Discipline) – 3:51
9. Tito-Tito – 2:12
10. Ostati zvesti naši preteklošti — Poparjen je odšel II
 (To Stay Faithful To Our Past — Scalded He Left II) – 3:25
11. Tovarna C19 (Factory C19) – 2:06
12. STT (Machine Factory Trbovlje) – :31
13. Sveti Urh (Saint Urch) – 2:01
14. Država (The State) – 4:52
15. Cari amici soldati/Jaruzelski/Država/Svoboda
 (Dear Soldier Friends/Jaruzelski/The State/Freedom) – 29:29